# ГЕС Markland
ГЕС Markland — гідроелектростанція на межі штатів Кентуккі та Індіана (Сполучені Штати Америки). Знаходячись між ГЕС Meldahl (вище по течії) та ГЕС McAlpine, входить до складу каскаду на річці Огайо, великій лівій притоці Міссісіпі (басейн Мексиканської затоки).
На початку 1960-х річку перекрили бетонною греблею висотою 13 метрів та довжиною 425 метрів, яка включає судноплавні шлюзи з розмірами камер 366х34 метри та 183х34 метри. Створений греблею підпір розповсюджується на 153 км, при цьому рівень поверхні у верхньому та нижньому б’єфі знаходиться на позначках 138 та 128 метрів НРМ відповідно.
У 1967-му греблю доповнили розташованим біля правого берегу машинним залом, в якому працюють три турбіни типу Каплан потужністю по 21,6 метра, що використовують напір у 10,4 метра.
У другій половині 2010-х почали проект модернізації станції, котрий повинен збільшити її потужність на 10 %.